# Черняк, Эдуард Исаакович
 Эдуа́рд Исаа́кович Черня́к (род. 5 июля 1941, Чернигов, Украинская ССР) — советский и российский историк, музеевед, доктор исторических наук, профессор. Заслуженный работник высшей школы Российской Федерации (2003), заслуженный профессор Томского государственного университета (2023). Специалист по истории революции 1917 года, деятельности партии эсеров в Сибири и истории музейного дела России.
Профессор Томского государственного университета, директор Томского областного краеведческого музея (1999—2005 гг.). Член научного совета РАН «История революций и общественно-политических движений» и научного Совета по музеям Сибирского отделения РАН. Главный редактор журнала «Вестник Томского государственного университета. Культурология и искусствоведение».

## Биография
Во время Великой Отечественной войны вместе с семьёй находился в эвакуации в Чкаловской области, в селе Татищево. В 1961 году отправился в Киев и поступил на хореографическое отделение Киевского культурно-просветительного училища. В 1962 году был призван на службу в Советскую армию, службу проходил в рабочем поселке Итатка, вблизи г. Томска. Досрочно демобилизовавшись, поступил на историко-филологический факультет Томского государственного университета, где работал под руководством видного историка И. М. Разгона. В 1971 году защитил дипломную работу «Буржуазная идеология и борьба с ней в восстановительный период: крах сменовеховства (1922—1925)».
После окончания университета был принят на должность младшего научного сотрудника в недавно открывшуюся Проблемную лабораторию истории археологии и этнографии Сибири (ПЛИАЭС), в 1981 году возглавил её и находился в должности почти четверть века, до 2004 года. В 1978 году защитил кандидатскую диссертацию «Эсеры в Сибири в 1917 году».
С 17 сентября 1999 по 2005 год — директор Томского областного краеведческого музея. С апреля 2001 года — административный директор Межрегионального института общественных наук ТГУ (МИОН), в том же году защитил докторскую диссертацию «Общественно-политическая жизнь Сибири: съезды, конференции и совещания общественных и политических объединений и организаций (март 1917 — ноябрь 1918 гг.)». Весной 2002 года подготовил пакет документов об открытии кафедры музеологии в Томском государственном университете, заручился поддержкой университетского руководства, и в сентябре 2002 года кафедра приняла первых студентов, а Э. И. Черняк стал её первым заведующим, находясь в должности до 2021 года. В 2011—2017 годах был директором Института искусств и культуры ТГУ.
Член различных экспертных и научных советов и объединений, в том числе: научного совета по музеям Сибирского отделения Российской Академии наук, Международного совета музеев (ICOM), учебно-методического объединения по направлению подготовки «Музеология и охрана объектов культурного и природного наследия», комиссии по сохранению музейного наследия ТГУ, наблюдательного совета при Томском областном художественном музее. Партнёр научной школы «Музееведение и охрана историко-культурного наследия» Алтайского государственного педагогического университета.Член редакционной коллегии журналов «Вопросы музеологии» (Санкт-Петербургский государственный университет), «Жизнь земли» (Московский государственный университет), «Музыкальный альманах Томского государственного университета» и томского краеведческого альманаха «Сибирская старина», редакционного совета журнала «Культурная жизнь Юга России» (Краснодарский государственный институт культуры). Главный редактор журнала «Вестник Томского государственного университета. Культурология и искусствоведение».

## Научная деятельность
В статьях и докладах на научных конференциях, в первых монографиях и диссертациях сотрудники, аспиранты и студенты Томского государственного университета под руководством Э. И. Черняка разрабатывают широкий спектр проблем музееведения. Их труды, опубликованные в научных журналах и сборниках, замечены коллегами других музееведческих центров страны и за рубежом. Силами Э. И. Черняка сложилось новое научное направление, участники которого освещают ранее не затрагиваемые вопросы методологии и историографии музееведения, изучают историю музеев Томска, Бийска, Кяхты, Красноярска, через призму биографического дискурса обращаются к исследованию музейного дела Северной Азии.
Среди самых успешных научных проектов, выполненных при участии Э. И. Черняка, следует назвать издание двухтомной «Энциклопедии Томской области» (науч. ред. Н. М. Дмитриенко. Томск, 2008—2009) и выпуск книги «Славься, университет! Иллюстрированные страницы истории ТГУ» (науч. ред. Э. И. Черняк. Томск, 2014; 2-е изд. Томск, 2018). Особое значение в последние несколько лет имеет подготовка и издание серии книг «Музееведческое наследие Северной Азии», выходящих под редактированием профессора Черняка.

## Семья
Отец Исаак Маркович Черняк (1906—1941 или 1944), пропал без вести.
Мать Фаина Яковлевна (дев. Олеярш)
Сестры Броня (1928 г.р.) и Нелля (1936 г.р.)
Старший сын Игорь Эдуардович Черняк (род. 1967) окончил Геолого-географический факультет, а затем Юридический институт ТГУ. Работает судьей. Женат, сын Роман.
Младший сын Михаил Эдуардович Черняк (род. 1972), как и старший брат имеет два высших образования Историческое и Экономическое, полученные так же в Томском государственном университете. Женат, двое детей Эдуард, студент ТГУ и Элина, школьница.

## Основные работы
1. Черняк, Э. И. О привлечении буржуазной интеллигенции к социалистическому строительству в Сибири (20-е гг.) // Тезисы докладов IX научной конференции студентов и аспирантов. История. Филология / ред. Н. Я. Гущин и др. — Новосибирск, 1971. — С. 55-56.
2. Черняк, Э. И. Отношение эсеров Сибири к войне после Февральской революции 1917 г. // Из истории социально-экономической и политической жизни Сибири / отв. ред. И. М. Разгон. — Томск: Изд-во Том. ун-та, 1976. — С. 125—144.
3. Черняк Э. И. Победа Октября и распад эсеровских организаций в Сибири / Э. И. Черняк // Вопросы истории советской Сибири / отв. ред. Л. И. Боженко. — Томск: Изд-во Том. ун-та, 1980. — С. 30-45.
4. Черняк, Э. И. Октябрь в Сибири. Хроника событий (март 1917 — май 1918 г.) / Э. И. Черняк, Е. Н. Косых, Т. В. Якимова и др.; отв. ред. И. М. Разгон, Л. М. Горюшкин. — Новосибирск: Наука, 1987. — 320 с.
5. Черняк, Э. И. Эсеровские организации в Сибири в 1917 — начале 1918 г. (К истории банкротства партии) / Э. И. Черняк; ред. И. М. Разгон. — Томск: Изд-во Том. ун-та, 1987. — 166 с.
6. Черняк, Э. И. Еврейские съезды в Томске в 1917 г. / Н. М. Дмитриенко, Э. И. Черняк // История еврейских общин Сибири и Дальнего Востока: материалы II региональной научно-практической конференции / ред. Я. М. Кофман. — Красноярск: Кларетианум, 2001. — C. 71-76.
7. Профессору Томского государственного университета Сергею Федоровичу Фоминых — 70 лет / [сост.: С. А. Некрылов, Э. И. Черняк; ред. Т. В. Зелева] ; Том. гос. ун-т. — Томск : : Изд-во Том. ун-та, 2010.
8. Черняк, Э. И. Славься, университет! Иллюстрированные страницы истории ТГУ / Н. М. Дмитриенко, Э. И. Черняк, В. П. Зиновьев и др.; науч. ред. Э. И. Черняк. — Томск: Изд-во Том. ун-та, 2014. — 320 с.: ил.
9. Как мы жили : воспоминания и устные свидетельства томских крестьян / Нац. исслед. Том. гос. ун-т, Том. с.-х. ин-т; [публикация Н. М. Дмитриенко, Г. В. Шипилиной; науч. ред. Э. И. Черняк]. — Томск : Издательство Томского университета, 2014.
10. Черняк, Э. И. Д. А. Клеменц и создание музея в Кяхте / Э. И. Черняк // Вестник Томского государственного университета. История. — Томск, 2015. — № 4 (36). — С. 5-8.
11. Опыт использования архивных документов в музееведческих исследованиях / Н. М. Дмитриенко, Э. И. Черняк // Сибирские архивы в научном и информационном пространстве современного общества : [материалы межрегиональной научно-практической конференции (Новосибирск, 11 марта 2015 г.)]. Новосибирск, 2015. С. 14-21.
12. Черняк, Э. И. Музеи Императорского Томского университета: первые годы создания и деятельности / Н. М. Дмитриенко, Э. И. Черняк // Вестник Томского государственного университета. — Томск, 2015. — № 397. C. 81-90.
13. Томский некрополь : траурные сообщения в томской газете «Красное знамя» (1940—1963) / Том. гос. ун-т, Ин-т искусств и культуры, Каф. музеологии, культурного и природного наследия; [публ. Н. М. Дмитриенко, А. А. Монгуш; науч. ред. Э. И. Черняк]. — Томск : Издательство Томского университета, 2015.
14. Chernyak, E.I. The Regulations about the Jews Settlement in Siberia from the second half of 19th century to the early 20th century / O.S.Ulyanova, E.I. Chernyak // Proceedings of INTCESS 2016 3rd International Conference on Education and Social Sciences. — Istanbul, Turkey, 2016. — P. 575—580.
15. Власть и сибирское общество в период социальных катаклизмов (март 1917 — май 1921 г.) / В. А. Дробченко, Э. И. Черняк // Вестник Томского государственного университета. Культурология и искусствоведение. 2016. № 4. С. 248—259.
16. Черняк Э. И. Университетские музеи и проблемы актуализации культурного наследия / Э. И. Черняк // Музеи университетов Евразийской ассоциации и их роль в сохранении культурного наследия. Томск, 2016. С. 3-9.
17. Вклад Г. Н. Потанина в музейное дело Сибири / Н. М. Дмитриенко, Э. И. Черняк // Вестник Томского государственного университета. 2016. № 404. С. 67-76.
18. История Томска : книга для старшеклассников и студентов / Н. М. Дмитриенко; [науч. ред. Э. И. Черняк] ; Нац. исслед. Том. гос. ун-т. — Томск : Издательство Томского государственного университета, 2016.
19. Черняк Э. И. Алексей Кириллович Кузнецов и становление музейного дела в Забайкалье / Э. И. Черняк, Н. М. Дмитриенко // Страницы нашей истории : сборник научных статей. Магадан, 2017. 189—204.
20. Исторические исследования в Томском университете в постсоветский период. 1991—2017 гг. : [коллективная монография / В. П. Бойко, М. В. Грибовский, Л. В. Дериглазова и др.]; науч. ред. С. Ф. Фоминых, В. П. Зиновьев ; Нац. исслед. Том. гос. ун-т. — Томск : Издательский Дом Томского государственного университета, 2017.
21. В Томске в 1917 году : экскурсионный маршрут / Н. М. Дмитриенко, Э. И. Черняк ; Нац. исслед. Том. гос. ун-т; [науч. ред. В. П. Зиновьев]. — Томск : Издательский Дом Томского государственного университета, 2017.
22. Славься, университет! : иллюстрированные страницы истории ТГУ / Нац. исслед. Том. гос. ун-т; [авт. коллектив: Н. М. Дмитриенко, Э. И. Черняк, С. А. Некрылов и др. ; ред. совет: Э. В. Галажинский (председ.), Э. И. Черняк (науч. ред.) и др.]. — Томск : Издательство Томского университета, 2018.
23. Черняк Э. И. Вклад сотрудников ПНИЛ ИАЭС в деятельность Музея археологии и этнографии Сибири / Л. М. Плетнева, Э. И. Черняк // Вестник Томского государственного университета. Культурология и искусствоведение. 2018. № 32. С. 144—154.
24. Музееведческое наследие Северной Азии. [Вып. 1] / Нац. исслед. Том. гос. ун-т, Ин-т искусств и культуры, Каф. музеологии, культурного и природного наследия; [публ. Э. И. Черняка и др. ; науч. ред. Э. И. Черняк, Н. М. Дмитриенко]. — Томск : Издательство Томского университета, 2018.
25. Благотворительность в Томске в годы революции и Гражданской войны (1917—1919) / Н. М. Дмитриенко, Э. И. Черняк // Вестник Томского государственного университета. Культурология и искусствоведение. 2018. № 30. С. 222—228.
26. Черняк Э. И. Труды музееведов как комплекс памятников культурного наследия Северной Азии / Э. И. Черняк // Вестник Томского государственного университета. Культурология и искусствоведение. 2019. № 35. С. 286—292.
27. Томские выборы депутатов Всероссийского Учредительного собрания 1917 года: документы / [авт.-сост. Н. М. Дмитриенко, А. Г. Караваева, А. Д. Дементьева; науч. ред. Э. И. Черняк] ; Нац. исслед. Том. гос. ун-т. — Томск : Издательство Томского университета, 2019.
28. Музееведческое наследие Северной Азии. Вып. 2: Труды музееведов последней трети XIX — первых десятилетий XX века / Н. М. Дмитриенко, Э. И. Черняк, А. Д. Дементьев, И. А. Голев, С. Е. Григорьева. Томск: Изд-во Том. ун-та, 2019. 252 с.
29. Томск_Потанин : экскурсионный маршрут / Н. М. Дмитриенко, И. А. Голев; [науч. ред. Э. И. Черняк] ; Нац. исслед. Том. гос. ун-т, Каф. музеологии, культурного и природного наследия. — Томск : Издательство Томского университета, 2020.
30. Черняк Э. И. Патриотические традиции населения Томской губернии в начальный период Первой мировой войны (1914—1915 гг.) / В. А. Дробченко, Э. И. Черняк // Вестник Томского государственного университета. Культурология и искусствоведение. 2020. № 37. С. 203—211.
31. Черняк Э. И. Музей — ключевое понятие музееведения / Н. М. Дмитриенко, Э. И. Черняк, И. С. Караченцев // Вестник Томского государственного университета. Культурология и искусствоведение. 2020. № 37. С. 189—202.
32. Вклад Г. Н. Потанина в музейное дело Сибири / Н. М. Дмитриенко, Э. И. Черняк // Музееведческие исследования в Томском государственном университете. Томск, 2021. С. 186—205.
33. Музеи Императорского Томского университета: первые годы создания и деятельности / Н. М. Дмитриенко, Э. И. Черняк // Музееведческие исследования в Томском государственном университете. Томск, 2021. С. 158—178.
34. Черняк Э. И. Д. А. Клеменц и создание музея в Кяхте / Э. И. Черняк // Музееведческие исследования в Томском государственном университете. Томск, 2021. С. 179—186.
35. Черняк Э. И. Музеографические труды И. П. Кузнецова-Красноярского / Э. И. Черняк // Музееведческие исследования в Томском государственном университете. Томск, 2021. С. 233—237.
36. «Цивилизация закинула свои сети на русских людей» (С. М. Соловьев о культуре и музейных ценностях средневековой России) / Н. М. Дмитриенко, Э. И. Черняк // Музееведческие исследования в Томском государственном университете. Томск, 2021. С. 69-75.
37. Черняк Э. И. Естественнонаучные сборы Г. Н. Потанина — в музеях Сибири (вторая половина XIX — начало XX века) / Э. И. Черняк // Музееведческие исследования в Томском государственном университете. Томск, 2021. С. 226—233.
38. Организация работы с детской аудиторией в Ляонинском палеонтологическом музее в Китае / Т. Лю, Э. И. Черняк // Вестник Томского государственного университета. Культурология и искусствоведение. 2021. № 44. С. 280—285.
39. Черняк Э. И. Труды музееведов как комплекс памятников культурного наследия Северной Азии / Э. И. Черняк // Музееведческие исследования в Томском государственном университете. Томск, 2021. С. 82-89.
40. Черняк Э. И., Дмитриенко Н. М., Голев И.А. Научное наследие А. В. Потаниной: труды о повседневном быте женщин-буряток в XIX веке // Музей и национальное наследие трансграничных регионов в XXI веке : материалы Всероссийской с международным участием научно-практической конференции, приуроченной к 30-летию кафедры музеологии и наследия ВСГИК, 02-03 июня 2021 года, г. Улан-Удэ. Улан-Удэ: Издательско-полиграфический комплекс ФГБОУ ВО ВСГИК, 2022. С. 60‒63.
41. Музееведческое наследие Северной Азии. Вып. 3 / Нац. исслед. Том. гос. ун-т, Ин-т искусств и культуры, НОЦ «Музей и культурное наследие»; публ. и ком.: Н. М. Дмитриенко, Э. И. Черняк, И. А. Голев [и др.]; науч. ред. Н. М. Дмитриенко и Э. И. Черняк. — Томск : Издательство Томского университета, 2022.
42. Из странствия по урянхайской земле / А. В. Потанина; публ. Э. И. Черняка // Музееведческое наследие Северной Азии: труды Александры Викторовны Потаниной. Томск, 2022. Вып. 3. С. 34-59.
43. Актуализации культурного наследия в историческом дискурсе / Н. М. Дмитриенко, Д. А. Едакина, Э. И. Черняк // Вестник Томского государственного университета. Культурология и искусствоведение. 2022. № 48. С. 301—314.
44. Законодательные основы создания Ляонинского палеонтологического музея / Т. Лю, Э. И. Черняк // Вестник Томского государственного университета. Культурология и искусствоведение. 2023. № 50. С. 294—300.
45. Музейный мир на переломе эпох. 1914—1921 / публ.: Н. М. Дмитриенко (науч. ред.), Э. И. Черняк (науч. ред.), И. А. Голев, С. Е. Григорьева, И. С. Караченцев, К. А. Конев ; Нац. исслед. Томский гос. ун-т, НОЦ «Музей и культурное наследие». — Томск : Издательство Томского университета, 2023.

## Награды
1. Медаль «Ветеран труда» (1988)
2. Знак «За отличные успехи в области высшего образования СССР» (1988)[2]
3. Почетное звание «Заслуженный работник высшей школы Российской Федерации» (2003)
4. Нагрудный знак «Почетный работник высшего профессионального образования РФ» (2009)
5. Почетная грамота Администрации города Томска (2011)
6. Почетная грамота Администрации Томской области (2013)
7. Юбилейная медаль «70 лет Томской области» (2014)
8. Знак отличия «За заслуги в сфере образования» (2015)[16]
9. Заслуженный профессор Томского государственного университета (2023)